# Boros Béla (érsek)
Boros Béla (Erdőhegy, 1908. szeptember 20. – Temesvár, 2003. június 6.) katolikus pap, címzetes érsek.

## Pályafutása
A középiskolát Aradon, illetve a Temesvári Piarista Gimnáziumban végezte, a teológiát pedig a római Collegium Germanicum et Hungaricumban. Filozófiai és teológiai doktorátust szerzett. 1932. október 30-án szentelték pappá.
1934. októberétől a temesvári szemináriumban működött filozófia- és dogmatikatanárként, valamint prefektusként, 1946-tól pedig rektorként.

### Püspöki pályafutása
1948. december 12-én Gerald Patrick O'Hara romániai apostoli nuncius titokban ressianai címzetes püspökké szentelte. Ezt a román hatóság nem ismerte el, sőt az 1948. augusztus 4-i kultusztörvény már magát az 1930-as konkordátum alapján létrehozott Temesvári egyházmegyét sem fogadta el. 
Boros Bélát 1951 márciusában letartóztatták, és a „papok perében” szeptember 11–17-én szemináriumi rektorként életfogytiglani kényszermunkára és 50 000 lej perköltség megfizetésére ítélték. A máramarosszigeti börtönben több évig cellatársa volt Márton Áron püspöknek; később, 1956-tól két és fél éven át magánzárkában tartották fogva a Râmnicu Sărat-i börtönben. 1958-tól Jilava, 1960-tól Dés, majd Szamosújvár börtönében raboskodott. 1964. augusztus 4-én, 13 év után szabadult.
Szabadulásától Temesvár-Erzsébetvárosban volt kisegítő lelkész. Miután az 1989-es romániai forradalmat követően az állam elismerte az egyházmegyéket, lehetővé vált a püspökök kinevezése is. Az idős és beteg Boros Bélát – vértanúsága miatti kitüntetésképpen – 1990. március 14-én II. János Pál pápa címzetes érsekké nevezte ki. 1992-ben vonult nyugállományba.
Haláláig nem rehabilitálták.

## Művei
- Doctrina de Haereticis apud S. Gregorium magnum. Doktori disszertáció, Róma, 1932[2]